# 수원 도시철도 1호선
수원 도시철도 1호선은 수원역에서 팔달문역, 화성행궁역, 장안문역 등을 거쳐 장안구청역까지를 이을 예정인 경기도 수원시의 노면전차 노선이다.

## 개요
2003년 수원시 2020 도시기본계획안에 포함되어 시작되었다. 2005년 수원시가 추진계획을 밝힘으로써 초기 AGT 모델에서 노면전차로 선회하였다.
- 총 연장: 6.048km
- 역수: 9
- 운행방식: 노면전차
- 시행방식 : 미정
- 표정속도:80km
- 지하구간: 없음
- 착공: 미정
- 개통: 미정

## 차량

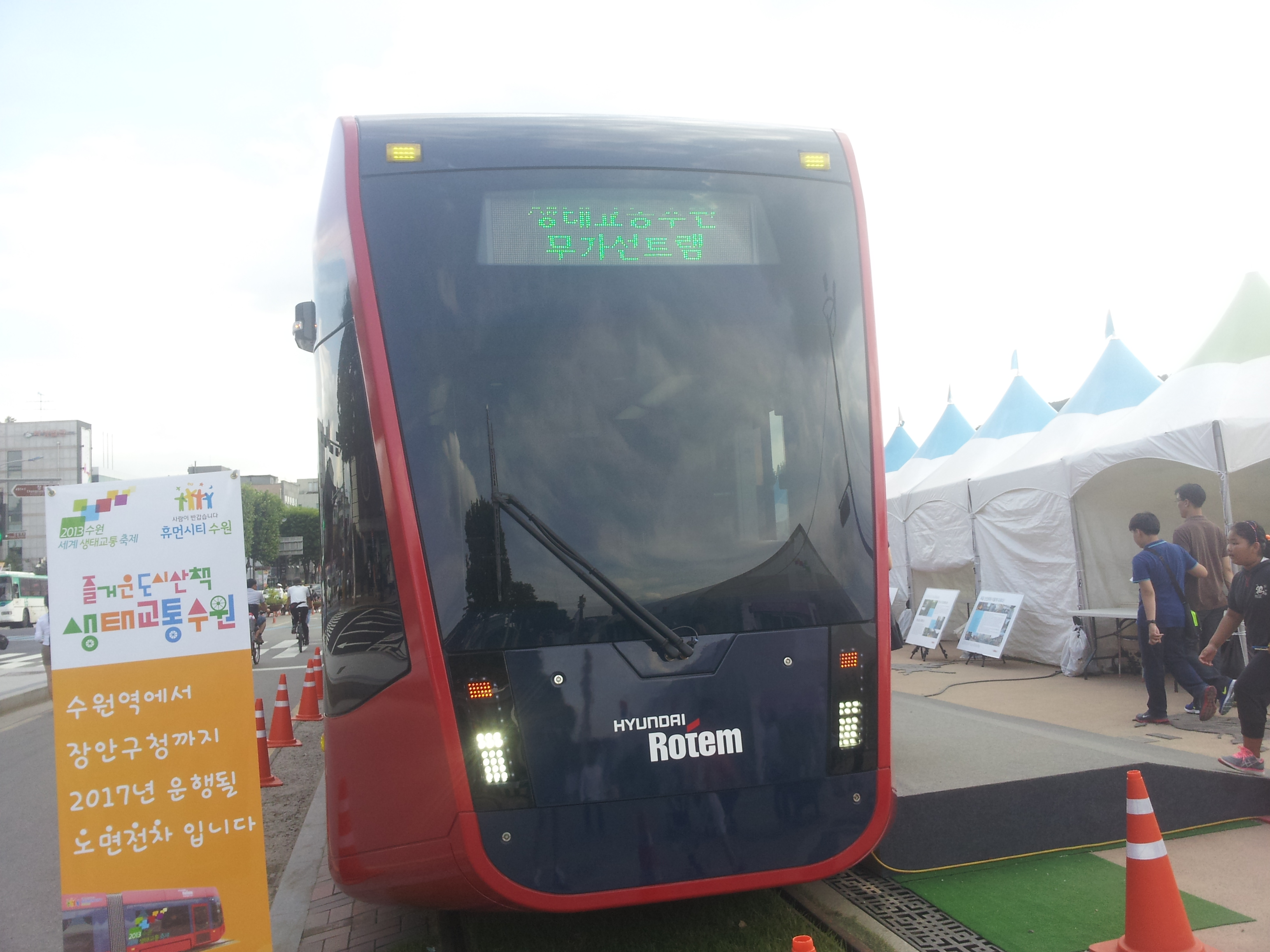
수원시 생태교통전시회에 전시된 무가선 노면전차
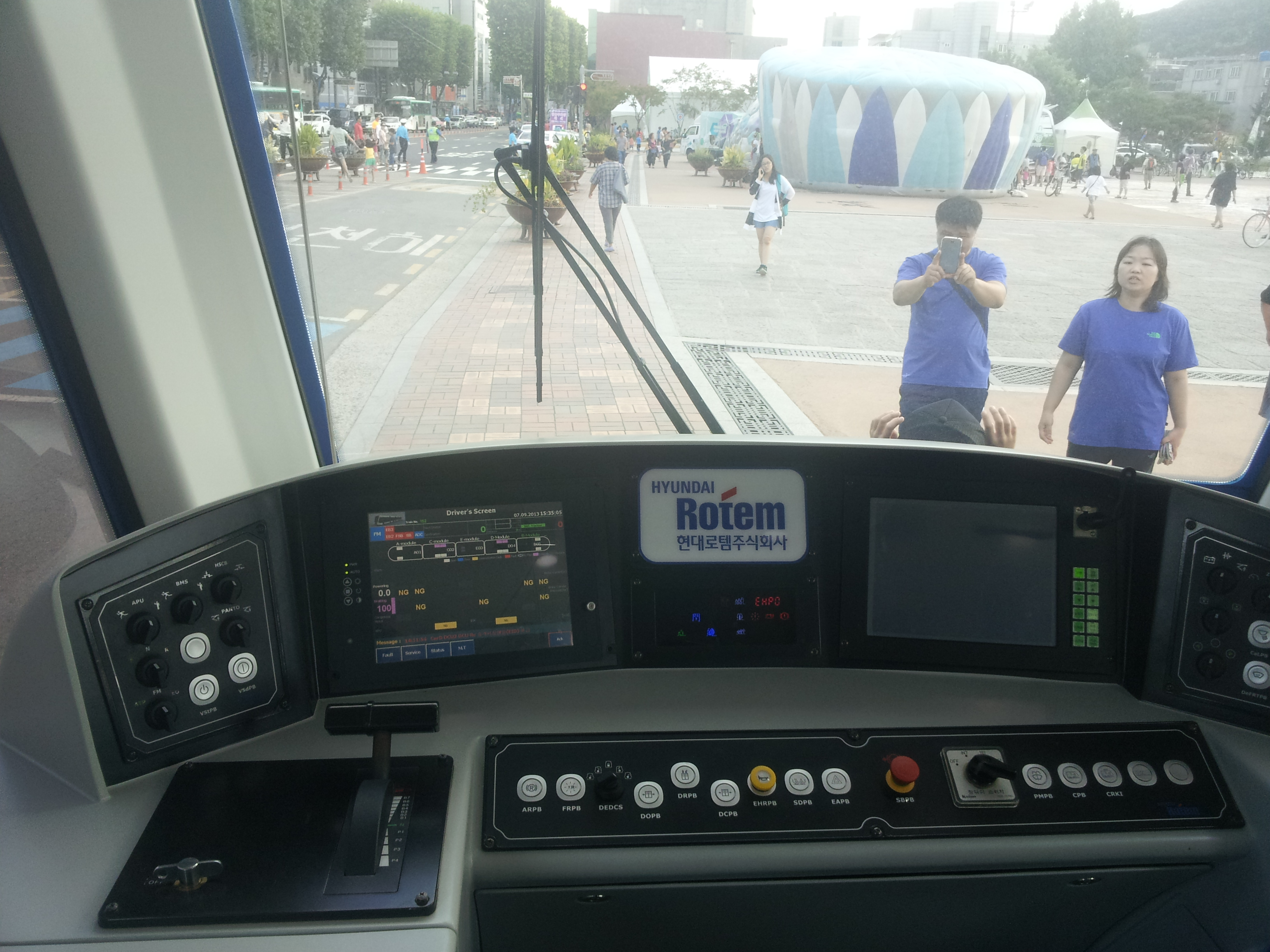
수원시 생태교통전시회에 전시된 무가선 노면전차 운전실
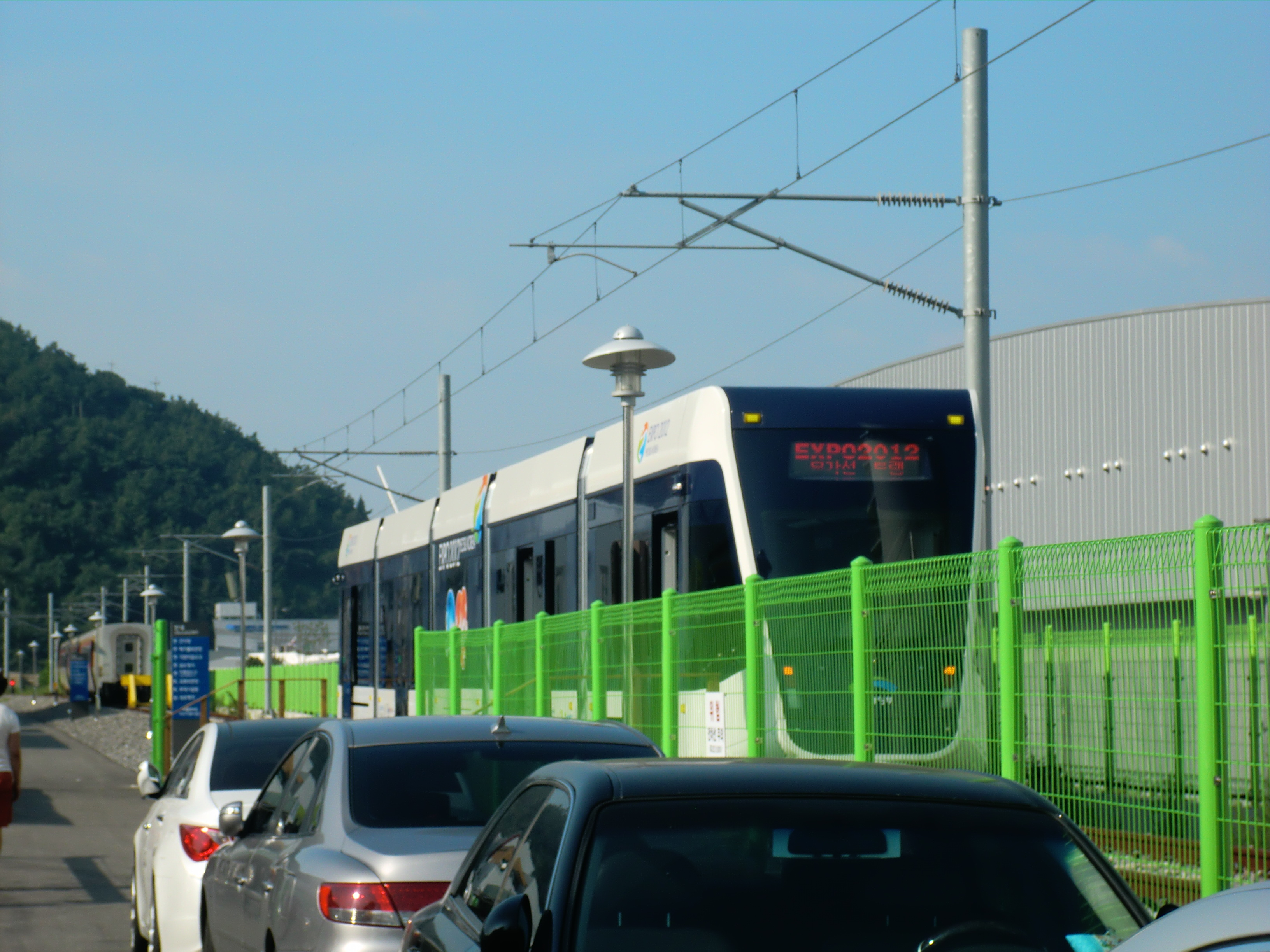
여수 엑스포에 전시된 무가선 노면전차

## 같이 보기
- 경기도
- 수도권 전철
- 도시 철도
- 노면전차
- 신교통 시스템